# Кизилов, Максим Александрович
Максим Александрович Кизилов (13 марта 1976, Краснодар, СССР) — российский футболист, защитник.

## Карьера
Воспитанник краснодарского футбола. В 1993 году в совсем юном возрасте попал в основной состав «Кубани», которая в том сезоне выступала в Первой лиге. Всего в дебютном сезоне на взрослом уровне Кизилов провел за команду 8 игр. В дальнейшем, защитник играл за краснодарский круг на протяжении 3 лет во Второй лиге.
В 1997 году выступал за два других коллектива Краснодарского края: «Нива» Славянск-на-Кубани и «Изумруд» Тимашёвск.
В 1998 году вместе с рядом других краснодарских футболистов уехал в Молдавию, где в течение двух лет играл за команду Национальной дивизии «Рома» Бельцы — 47 матчей.
Завершил карьеру в любительском клубе «ГНС-Спартак».